# Miss Dinamarca
Miss Dinamarca (en danés: Miss Danmark) es un concurso de belleza nacional en Dinamarca. Se encarga de seleccionar a las representantes del país para los concursos Miss Universo, Miss Mundo, Miss Internacional, Miss Tierra, Miss Supranacional y Miss Grand Internacional.

## Ganadoras
Ganadora de un título internacional
     Miss Universo Dinamarca
     Miss Mundo Dinamarca
     Miss Supranacional Dinamarca
| Año  | Miss Dinamarca                                                 |
| ---- | -------------------------------------------------------------- |
| 1924 | Edith Jørgensen                                                |
| 1929 | Vibeke Mogensen                                                |
| 1930 | Esther Petersen                                                |
| 1931 | Inga Arvad                                                     |
| 1932 | Åse Clausen                                                    |
| 1934 | Ethel Louis                                                    |
| 1935 | Ellen Ørregård                                                 |
| 1937 | Tove Arni                                                      |
| 1938 | Inger Eriksen                                                  |
| 1952 | Hanne Sørensen                                                 |
| 1953 | Jytte Olsen                                                    |
| 1958 | Evy Norlund                                                    |
| 1959 | Lys Stolberg                                                   |
| 1960 | Lizzie Hess                                                    |
| 1961 | Jette Nielsen                                                  |
| 1963 | Aino Korva                                                     |
| 1964 | Yvonne Mortensen                                               |
| 1965 | Jeanette Christiansen                                          |
| 1966 | Gitte Fleinert                                                 |
| 1967 | Margrethe Rhein-Knudsen                                        |
| 1968 | Gitte Broge                                                    |
| 1969 | Jeanne Perfeldt                                                |
| 1970 | Winnie Hollman                                                 |
| 1972 | Marianne Schmit                                                |
| 1974 | Jane Møller                                                    |
| 1975 | Beriti Frederiksen                                             |
| 1976 | Brigitte Trolle                                                |
| 1977 | Inge Eline Erlandsen                                           |
| 1978 | Anita Heske                                                    |
| 1979 | Lone Gladys Jørgensen                                          |
| 1980 | Jano Bill                                                      |
| 1981 | Tina Brandstrup                                                |
| 1982 | Tina Marie Nielsen                                             |
| 1983 | Inge Ravn Thomsen                                              |
| 1984 | Katrina Clausen                                                |
| 1985 | Susan Rasmussen                                                |
| 1986 | Pia Rosenberg Larsen                                           |
| 1986 | Helena Christensen Miss Universo Dinamarca (concurso separado) |
| 1987 | Nana Louise Wildfang Jørgensen                                 |
| 1988 | Pernille Nathansen                                             |
| 1989 | Louise Mejhede                                                 |
| 1990 | Maj Britt Jensen                                               |
| 1992 | Anne Mette Voss                                                |
| 1993 | Maria Josephine Hirse                                          |
| 1994 | Gitte Andersen                                                 |
| 1995 | Tina Dam                                                       |
| 1996 | Anette Oldenborg                                               |
| 1999 | Zahide Bayram                                                  |
| 2000 | Cecilie Elisa Dahlstrøm                                        |
| 2000 | Heidi Meyer Vallentin                                          |
| 2001 | Maj Petersen                                                   |
| 2002 | Masja Juel                                                     |
| 2004 | Tina Christensen                                               |
| 2005 | Gitte Hanspal                                                  |
| 2006 | Betina Faurbye                                                 |
| 2007 | Žaklina Šojić                                                  |
| 2008 | Marie Sten-Knudsen                                             |
| 2010 | Ena Sandra Causevic                                            |
| 2011 | Sandra Amer Hamad                                              |
| 2012 | Josefine Hewitt                                                |
| 2013 | Cecilia Iftikhar                                               |
| 2015 | Jessica Hvirvelkær                                             |
| 2016 | Helena Heuser                                                  |
| 2017 | Amanda Petri                                                   |
| 2018 | Louise Sander Henriksen Renunció                               |
| 2018 | Tara Jensen Asumió                                             |
| 2019 | Katja Stokholm                                                 |
| 2021 | Johanne Grundt Hansen                                          |
| 2022 | Malou Posberg Peters                                           |
| 2023 | Nikoline Hansen                                                |
| 2024 | Emma Heyst                                                     |

## Representación internacional

### Miss Universo Dinamarca
: Declarada como ganadora
     : Terminó como finalista
     : Terminó como una de las semifinalistas o cuartofinalistas
     : Terminó como ganadora de premios especiales
| Año                           | Municipio   | Miss Universo Dinamarca | Posición en Miss Universo | Premios especiales | Notas |
| ----------------------------- | ----------- | ----------------------- | ------------------------- | ------------------ | --- |
| 2024                          | Søborg      | Victoria Kjær Theilvig  | Miss Universo 2024        |                    | Designada |
| 2023                          | Valby       | Nikoline Hansen         | No clasificó              |                    | |
| 2022                          | Næstved     | Malou Peters            | No compitió               | No compitió        | No compitió |
| 2021                          | Copenhague  | Sara Langtved           | No clasificó              |                    | Designada: debido al impacto de la pandemia de COVID-19, la Miss Tierra Dinamarca 2019 fue coronada como Miss Universo Dinamarca 2021. |
| 2020                          | Copenhagen  | Amanda Petri            | No clasificó              |                    | Designada: debido al impacto de la pandemia de COVID-19, la Miss Mundo Dinamarca 2017 se coronó como Miss Universo Dinamarca 2020.     |
| 2019                          | Odense      | Katja Stokholm          | No clasificó              |                    | |
| 2018                          | Copenhagen  | Helena Heuser           | No clasificó              |                    | Dirección de Lisa Lents (Organización Miss Danmark).                                                                                   |
| Organización Face of Denmark  |             |                         |                           |                    | |
| 2017                          | No compitió | No compitió             | No compitió               | No compitió        | No compitió |
| 2016                          | Copenhague  | Christina Mikkelsen     | No clasificó              |                    | |
| 2015                          | Hørsholm    | Cecilie Wellemberg      | No clasificó              |                    | Face of Denmark de Anders Hamilton de Voss y John Hamilton.                                                                            |
| Miss Danmark Organisationen   |             |                         |                           |                    | |
| 2014                          | No compitió | No compitió             | No compitió               | No compitió        | No compitió |
| 2013                          | Copenhague  | Cecilia Iftikhar        | No clasificó              |                    | |
| 2012                          | Copenhague  | Josefine Hewitt         | No clasificó              |                    | |
| 2011                          | Copenhague  | Sandra Amer Hamad       | No clasificó              |                    | |
| 2010                          | Sønderborg  | Ena Sandra Causevic     | No clasificó              |                    | |
| 2009                          | No compitió | No compitió             | No compitió               | No compitió        | No compitió |
| 2008                          | Copenhague  | Marie Sten-Knudsen      | No clasificó              |                    | |
| 2007                          | Copenhague  | Žaklina Šojić           | Top 15                    |                    | |
| 2006                          | Copenhague  | Betina Faurbye          | Top 20                    |                    | |
| 2005                          | Roskilde    | Gitte Hanspal           | No clasificó              |                    | |
| 2004                          | Copenhague  | Tina Christensen        | No clasificó              |                    | Miss Danmark Organization de Pretty Danish (Memborg Models).                                                                           |
| No compitió entre 2001 y 2003 |             |                         |                           |                    | |
| 2000                          | Copenhague  | Heidi Meyer Vallentin   | No clasificó              |                    | |
| No compitió entre 1997 y 1999 |             |                         |                           |                    | |
| 1996                          | Copenhague  | Anette Oldenborg        | No clasificó              |                    | |
| 1995                          | Aalborg     | Tina Dam                | No clasificó              |                    | |
| 1994                          | Copenhague  | Gitte Andersen          | No clasificó              |                    | |
| 1993                          | Copenhague  | Maria Josephine Hirse   | No clasificó              |                    | |
| 1992                          | Copenhagen  | Anne Mette Voss         | No clasificó              |                    | |
| 1991                          | No compitió | No compitió             | No compitió               | No compitió        | No compitió |
| 1990                          | Copenhague  | Maj-Britt Jensen        | No clasificó              |                    | |
| 1989                          | Copenhague  | Louise Mejlhede         | No clasificó              |                    | |
| 1988                          | Favrskov    | Pernille Nathansen      | No clasificó              |                    | |
| 1987                          | Sønderborg  | Nanna-Louise Johansen   | No clasificó              |                    | |
| 1986                          | Copenhagen  | Helena Christensen      | No clasificó              |                    | |
| 1985                          | Copenhague  | Susan Boje Rasmussen    | No clasificó              |                    | |
| 1984                          | Copenhague  | Catharina Clausen       | No clasificó              |                    | |
| 1983                          | Copenhague  | Inge Ravn Thomsen       | No clasificó              |                    | |
| 1982                          | Copenhague  | Tina Maria Nielsen      | No clasificó              |                    | |
| 1981                          | Copenhague  | Tina Brandstrup         | No clasificó              | - Miss Fotogénica  | |
| 1980                          | Copenhague  | Jane Bill               | No clasificó              |                    | |
| 1979                          | Odense      | Lone Jørgensen          | No clasificó              |                    | |
| 1978                          | Copenhague  | Anita Heske             | No clasificó              |                    | |
| 1977                          | Copenhague  | Inge Eline Erlandsen    | No clasificó              |                    | |
| 1976                          | Copenhague  | Brigitte Trolle         | No clasificó              |                    | |
| 1975                          | Stevns      | Berit Frederiksen       | No clasificó              |                    | |
| 1974                          | Copenhague  | Jane Møller             | No compitió               | No compitió        | |
| 1973                          | Copenhague  | Anette Grankvist        | No clasificó              |                    | |
| 1972                          | Copenhague  | Marianne Schmit         | No clasificó              |                    | |
| 1971                          | No compitió | No compitió             | No compitió               | No compitió        | No compitió |
| 1970                          | Copenhague  | Winnie Hollmann         | No clasificó              |                    | |
| 1969                          | Copenhague  | Jeanne Perfeldt         | No clasificó              |                    | |
| 1968                          | Copenhague  | Gitte Broge             | No clasificó              |                    | |
| 1967                          | Copenhague  | Margrethe Rhein-Knudsen | Top 15                    |                    | |
| 1966                          | Copenhague  | Gitte Fleinert          | Top 15                    |                    | |
| 1965                          | Copenhague  | Jeannette Christjansen  | Top 15                    |                    | |
| 1964                          | Copenhague  | Yvonne Mortensen        | No clasificó              |                    | |
| 1963                          | Copenhague  | Aino Korva              | Primera finalista         |                    | |
| 1962                          | No compitió | No compitió             | No compitió               | No compitió        | No compitió |
| 1961                          | Copenhague  | Jyette Nielsen          | No clasificó              |                    | |
| 1960                          | Copenhague  | Lizzie Ellinor Hess     | No clasificó              |                    | |
| 1959                          | Copenhague  | Lisa Stolberg           | No clasificó              |                    | |
| 1958                          | Copenhague  | Evy Norlund             | Top 15                    |                    | |
| No compitió entre 1954 y 1957 |             |                         |                           |                    | |
| 1953                          | Copenhague  | Jytte Olsen             | Top 15                    |                    | |
| 1952                          | Copenhague  | Hanne Sørensen          | No clasificó              |                    | |

### Miss Mundo Dinamarca
: Declarada como ganadora
     : Terminó como finalista
     : Terminó como una de las semifinalistas o cuartofinalistas
     : Terminó como ganadora de premios especiales
| Año                                           | Municipio  | Miss Mundo Dinamarca          | Posición en Miss Mundo | Premios especiales                      | Notas                                                      |
| --------------------------------------------- | ---------- | ----------------------------- | ---------------------- | --------------------------------------- | ---------------------------------------------------------- |
| 2023                                          | Kalundborg | Johanne Grundt Hansen         | No clasificó           |                                         |                                                            |
| No compitió entre 2020 y 2022                 |            |                               |                        |                                         |                                                            |
| 2019                                          | Copenhague | Natasja Kunde                 | Top 40                 | - Talento (Top 27) - Top Model (Top 40) |                                                            |
| 2018                                          | Hvidovre   | Tara Jensen                   | No clasificó           |                                         |                                                            |
| 2017                                          | Copenhagen | Amanda Petri                  | No clasificó           |                                         |                                                            |
| 2016                                          | Copenhagen | Helena Heuser                 | No clasificó           |                                         |                                                            |
| 2015                                          | Aarhus     | Jessica Hvirvelkær            | No clasificó           |                                         | Dirección de Lisa Lents (Organización Miss Danmark).       |
| Organización Miss World Danmark               |            |                               |                        |                                         |                                                            |
| 2014                                          | Aalborg    | Pernille Sørensen             | No clasificó           |                                         |                                                            |
| 2013                                          | Haderslev  | Malene Riis Sorensen          | No clasificó           |                                         |                                                            |
| 2012                                          | Copenhague | Iris Thomsen                  | Top 30                 |                                         |                                                            |
| 2011                                          | Kolding    | Maya Olesen                   | No clasificó           |                                         |                                                            |
| 2010                                          | Roskilde   | Nataliya Averina              | No clasificó           |                                         |                                                            |
| 2009                                          | Copenhague | Nadia Ulbjerg Pedersen        | No clasificó           |                                         | Dirección de Lisa Lents (Organización Miss World Denmark). |
| 2008                                          | Copenhague | Lisa Lents                    | No clasificó           |                                         |                                                            |
| 2007                                          | —          | Line Kruuse                   | No clasificó           |                                         |                                                            |
| 2006                                          | —          | Sandra Spohr                  | No clasificó           |                                         |                                                            |
| 2005                                          | —          | Trine Lundgaard Nielsen       | No clasificó           |                                         |                                                            |
| 2004                                          | —          | Line Solling Larsen           | No clasificó           |                                         |                                                            |
| Representantes de Miss Danmark Organizationen |            |                               |                        |                                         |                                                            |
| 2003                                          | —          | Maj Buchholtz Pedersen        | No clasificó           |                                         |                                                            |
| No compitió entre 2001 y 2002                 |            |                               |                        |                                         |                                                            |
| 2000                                          | —          | Anne Katrin Vrang             | No clasificó           |                                         |                                                            |
| No compitió entre 1996 y 1999                 |            |                               |                        |                                         |                                                            |
| 1995                                          | —          | Tine Knudsen                  | No clasificó           |                                         |                                                            |
| 1994                                          | —          | Sara Maria Wolf               | No clasificó           |                                         |                                                            |
| 1993                                          | —          | Charlotte Als                 | No clasificó           |                                         |                                                            |
| 1992                                          | —          | Anja Hende Brond              | Top 10                 |                                         |                                                            |
| 1991                                          | —          | Sharon Givskav                | No clasificó           |                                         |                                                            |
| 1990                                          | —          | Charlotte Christiansen        | No clasificó           |                                         |                                                            |
| 1989                                          | —          | Charlotte Pedersen            | No clasificó           |                                         |                                                            |
| 1988                                          | —          | Susanne Johansen              | No clasificó           |                                         |                                                            |
| 1987                                          | —          | Zelma Hesselmann              | No clasificó           |                                         |                                                            |
| 1986                                          | Copenhague | Pia Rosenberg Larsen          | Primera finalista      | - Reina continental de Europa           |                                                            |
| 1985                                          | —          | Jeanette Kroll                | No clasificó           |                                         |                                                            |
| 1984                                          | —          | Pia Melchioren                | No clasificó           |                                         |                                                            |
| 1983                                          | Copenhague | Tina-Lissette Dahl Joergensen | No clasificó           |                                         |                                                            |
| 1982                                          | Copenhague | Tina Maria Nielsen            | Top 15                 |                                         |                                                            |
| 1981                                          | Copenhague | Tina Brandstrup               | No clasificó           |                                         |                                                            |
| 1980                                          | Copenhague | Jane Bill                     | No clasificó           |                                         |                                                            |
| 1979                                          | Odense     | Lone Jørgensen                | No clasificó           |                                         |                                                            |
| 1978                                          | —          | Birgit Stefansen              | No clasificó           |                                         |                                                            |
| 1977                                          | —          | Annette Dybdal Simonsen       | Top 15                 |                                         |                                                            |
| 1976                                          | —          | Susanne Juul Hansen           | No clasificó           |                                         |                                                            |
| 1975                                          | —          | Pia Isa Lauridsen             | No clasificó           |                                         |                                                            |
| 1974                                          | —          | Jane Moller                   | No clasificó           |                                         |                                                            |
| No compitió entre 1971 y 1973                 |            |                               |                        |                                         |                                                            |
| 1970                                          | Copenhagen | Winnie Hollman                | No clasificó           |                                         |                                                            |
| 1969                                          | Copenhague | Jeanne Perfeldt               | No clasificó           |                                         |                                                            |
| 1968                                          | —          | Yet Schaufuss                 | No clasificó           |                                         |                                                            |
| 1967                                          | —          | Sonja Jensen                  | No clasificó           |                                         |                                                            |
| 1966                                          | —          | Irene Poller Hansen           | No clasificó           |                                         |                                                            |
| 1965                                          | —          | Yvonne Ekman                  | Top 15                 |                                         |                                                            |
| 1964                                          | Copenhague | Yvonne Mortensen              | Top 15                 |                                         |                                                            |
| 1963                                          | Copenhague | Aino Korva                    | Tercera finalista      |                                         |                                                            |

### Miss Internacional Dinamarca
: Declarada como ganadora
     : Terminó como finalista
     : Terminó como una de las semifinalistas o cuartofinalistas
     : Terminó como ganadora de premios especiales
| Año                                                                              | Municipio     | Miss Internacional Dinamarca | Posición en Miss Internacional | Premios especiales | Notas                                                |
| -------------------------------------------------------------------------------- | ------------- | ---------------------------- | ------------------------------ | ------------------ | ---------------------------------------------------- |
| 2022                                                                             | Copenhague    | Dana Myrvig                  | No clasificó                   |                    |                                                      |
| Debido al impacto de la pandemia de COVID-19, no hubo concurso entre 2020 y 2021 |               |                              |                                |                    |                                                      |
| 2019                                                                             | Frederiksberg | Anna Diekelmann              | No clasificó                   |                    |                                                      |
| 2018                                                                             | Frederiksberg | Louise Arildn                | No clasificó                   |                    | Dirección de Lisa Lents (Organización Miss Danmark). |

### Miss Supranacional Dinamarca
: Declarada como ganadora
     : Terminó como finalista
     : Terminó como una de las semifinalistas o cuartofinalistas
     : Terminó como ganadora de premios especiales
| Año                           | Municipio   | Miss Supranacional Dinamarca | Posición en Miss Supranacional | Premios especiales               |
| ----------------------------- | ----------- | ---------------------------- | ------------------------------ | -------------------------------- |
| 2024                          | Rosklide    | Victoria Larsen              | Top 12                         | - Miss Supranacional Europa      |
| 2022                          | Næstved     | Johanne Grundt Hansen        | No clasificó                   | - Miss Supra Influencer (Top 15) |
| No compitió entre 2020 y 2021 |             |                              |                                |                                  |
| 2019                          | Islas Faroe | Monika Midjord Nolsøe        | No compitió                    | No compitió                      |
| 2018                          | Copenhague  | Celina Riel                  | Top 25                         |                                  |

### Miss Grand Dinamarca
: Declarada como ganadora
     : Terminó como finalista
     : Terminó como una de las semifinalistas o cuartofinalistas
     : Terminó como ganadora de premios especiales
| Año                           | Municipio  | Miss Grand Dinamarca    | Posición en Miss Grand Internacional | Premios especiales | Notas |
| ----------------------------- | ---------- | ----------------------- | ------------------------------------ | ------------------ | ----- |
| 2022                          | Gribskov   | Victoria Kjaer Theilvig | Top 20                               |                    |       |
| No compitió entre 2019 y 2021 |            |                         |                                      |                    |       |
| 2018                          | Copenhague | Natasja Kunde           | No clasificó                         |                    |       |